# Museo del Estudio Jurídico

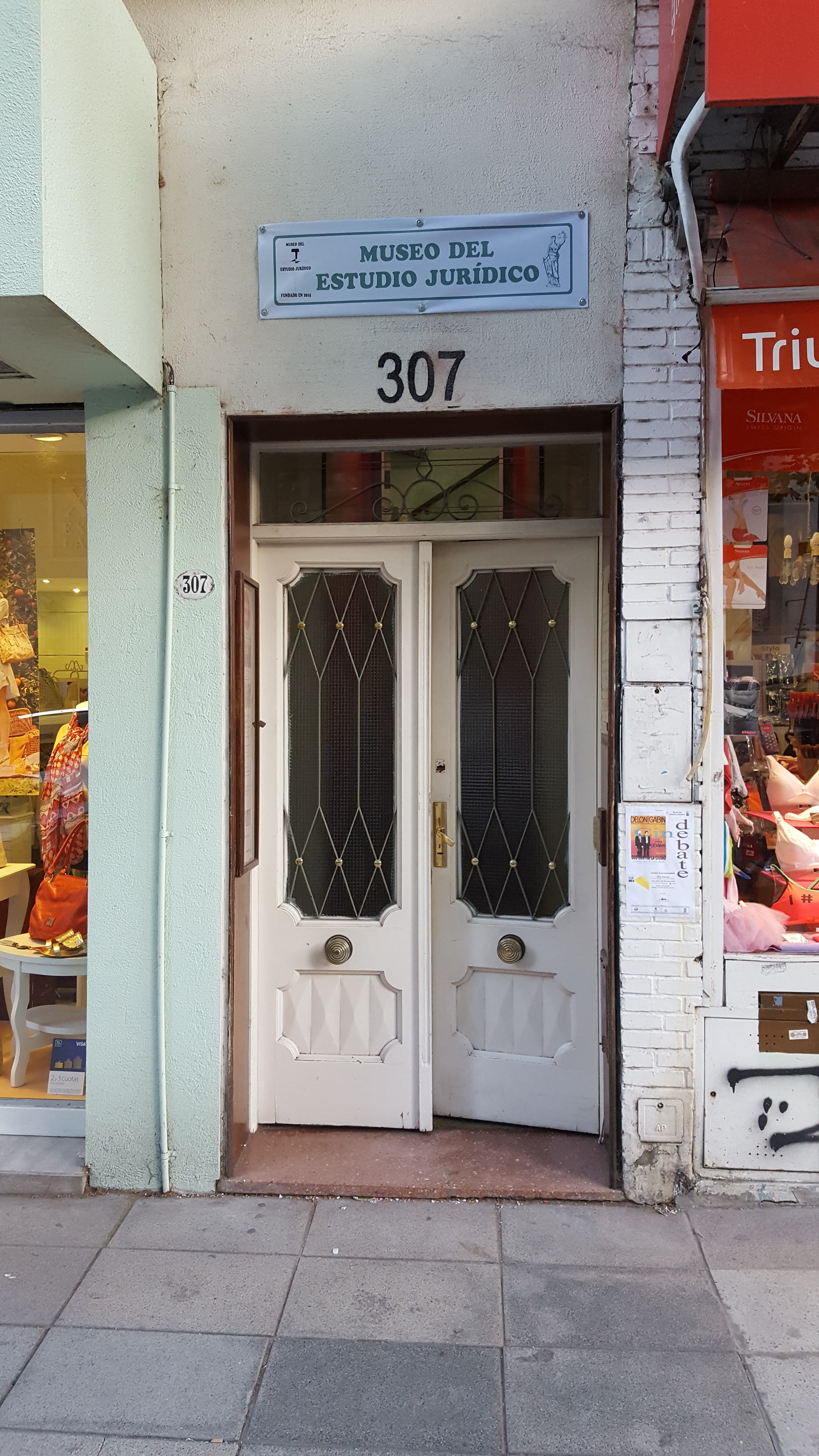
Puerta de entrada del Museo del Estudio Jurídico.

El Museo del Estudio Jurídico fue fundado en 2015. Se encuentra ubicado en la calle 9 de julio 307, en el centro comercial de San Isidro (Buenos Aires), Argentina. Su colección comprende una muestra permanente dedicada al mundo de la Abogacía, la formación profesional, los materiales y la tecnología utilizados en los Estudios Jurídicos en los últimos setenta años contando con alrededor de 300 piezas.

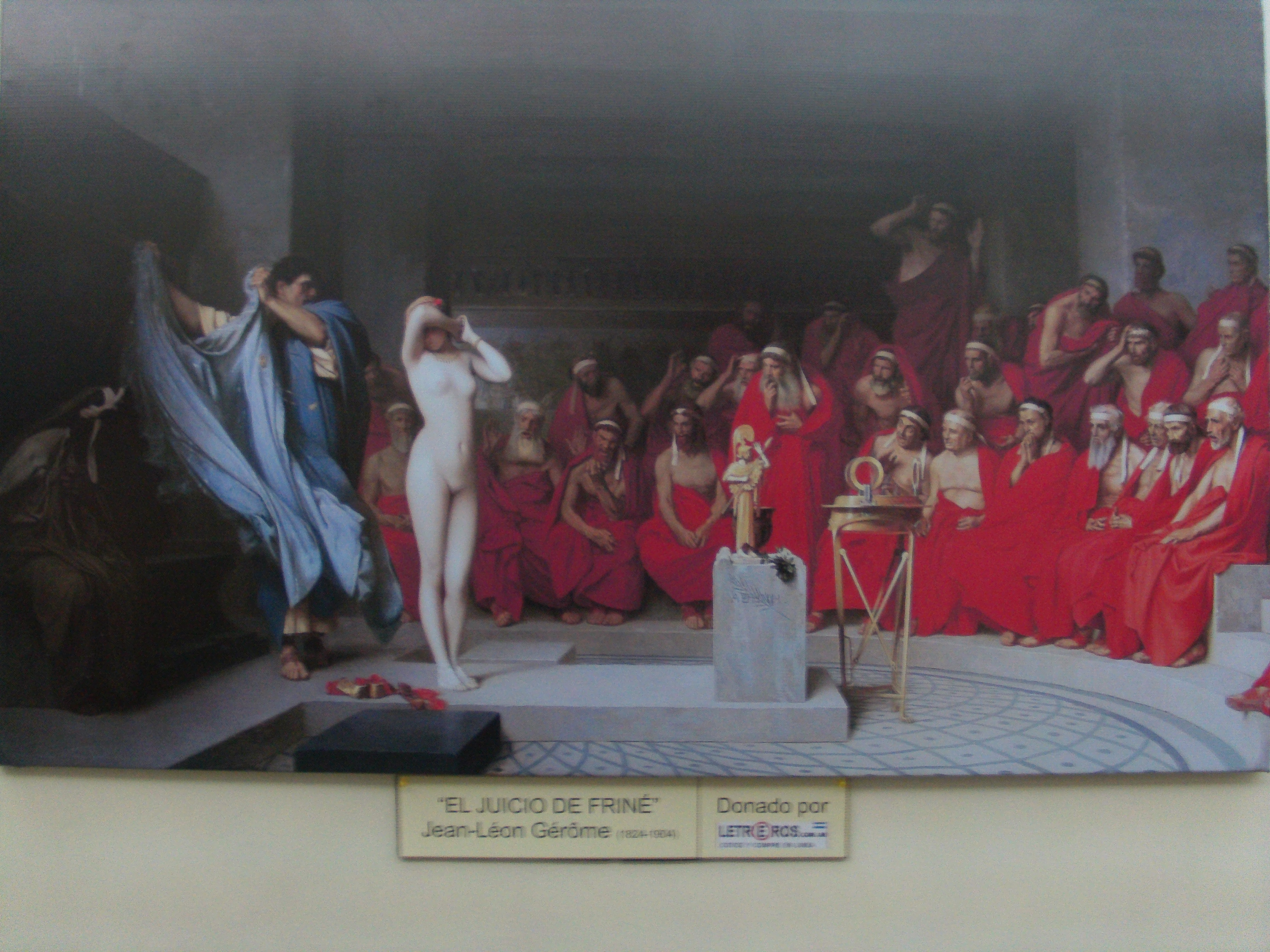
EL JUICIO DE FRINÉ

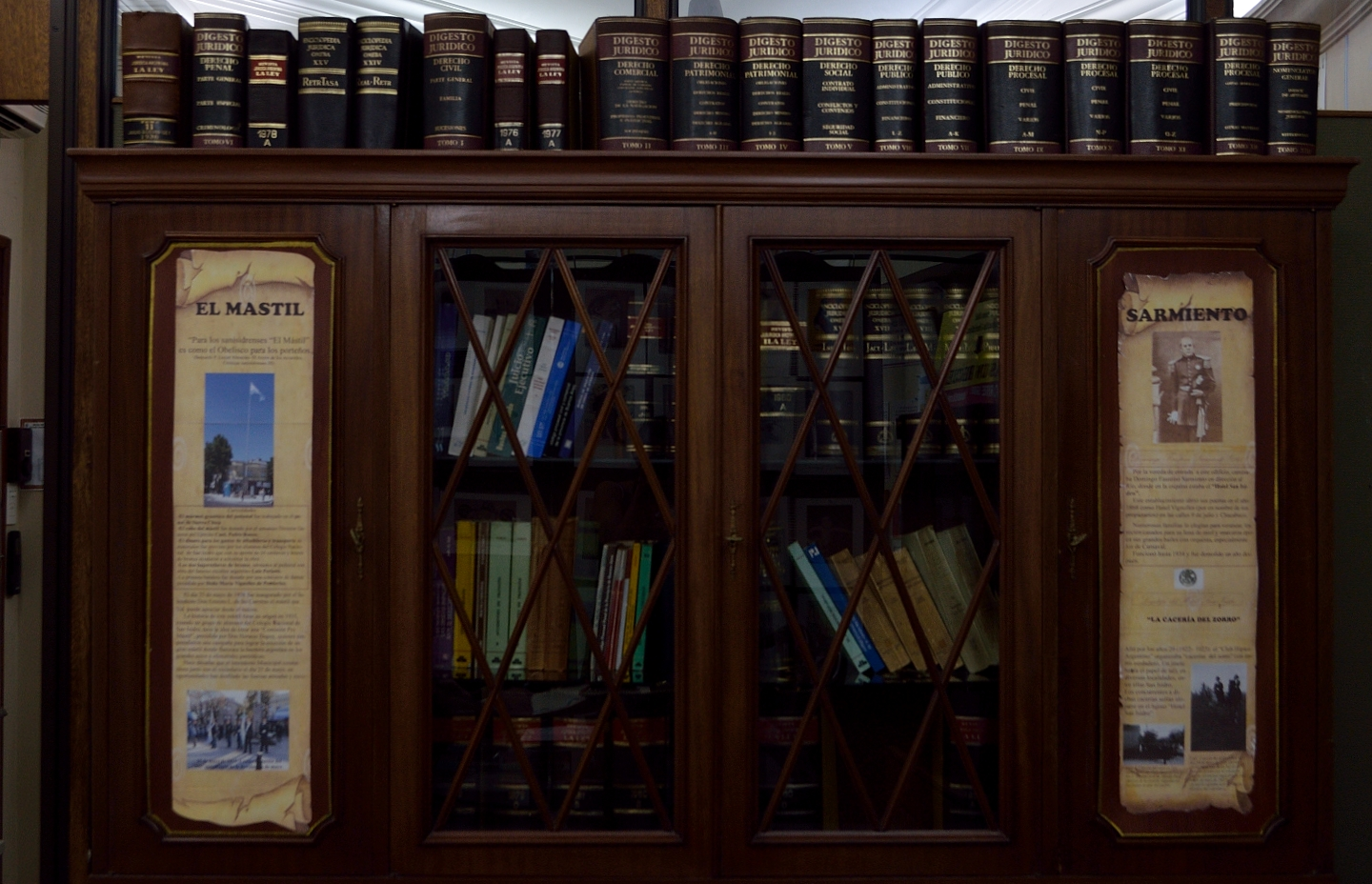
BIBLIOTECA DE LA SALA REUNIONES

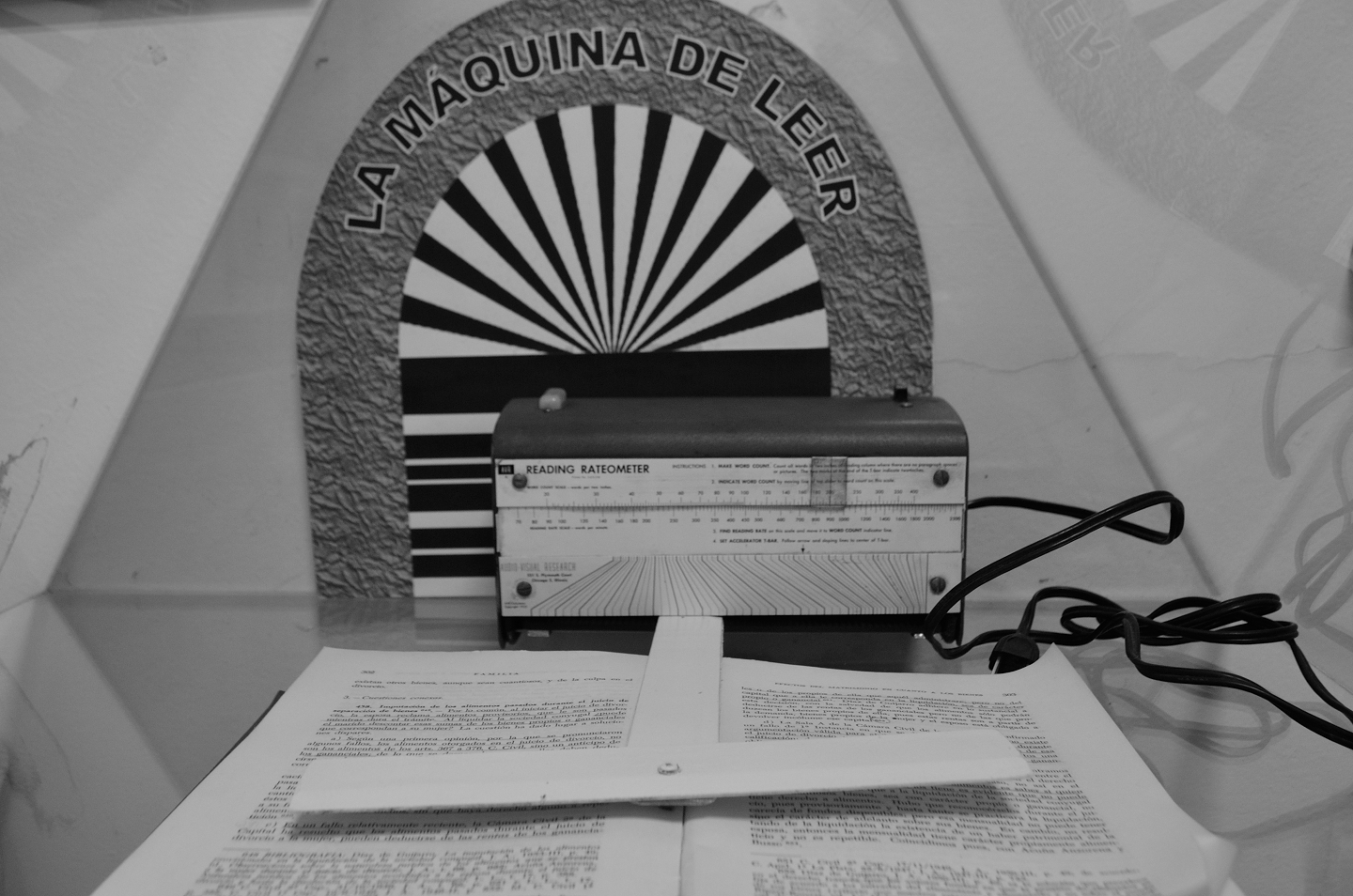
MAQUINA DE LEER

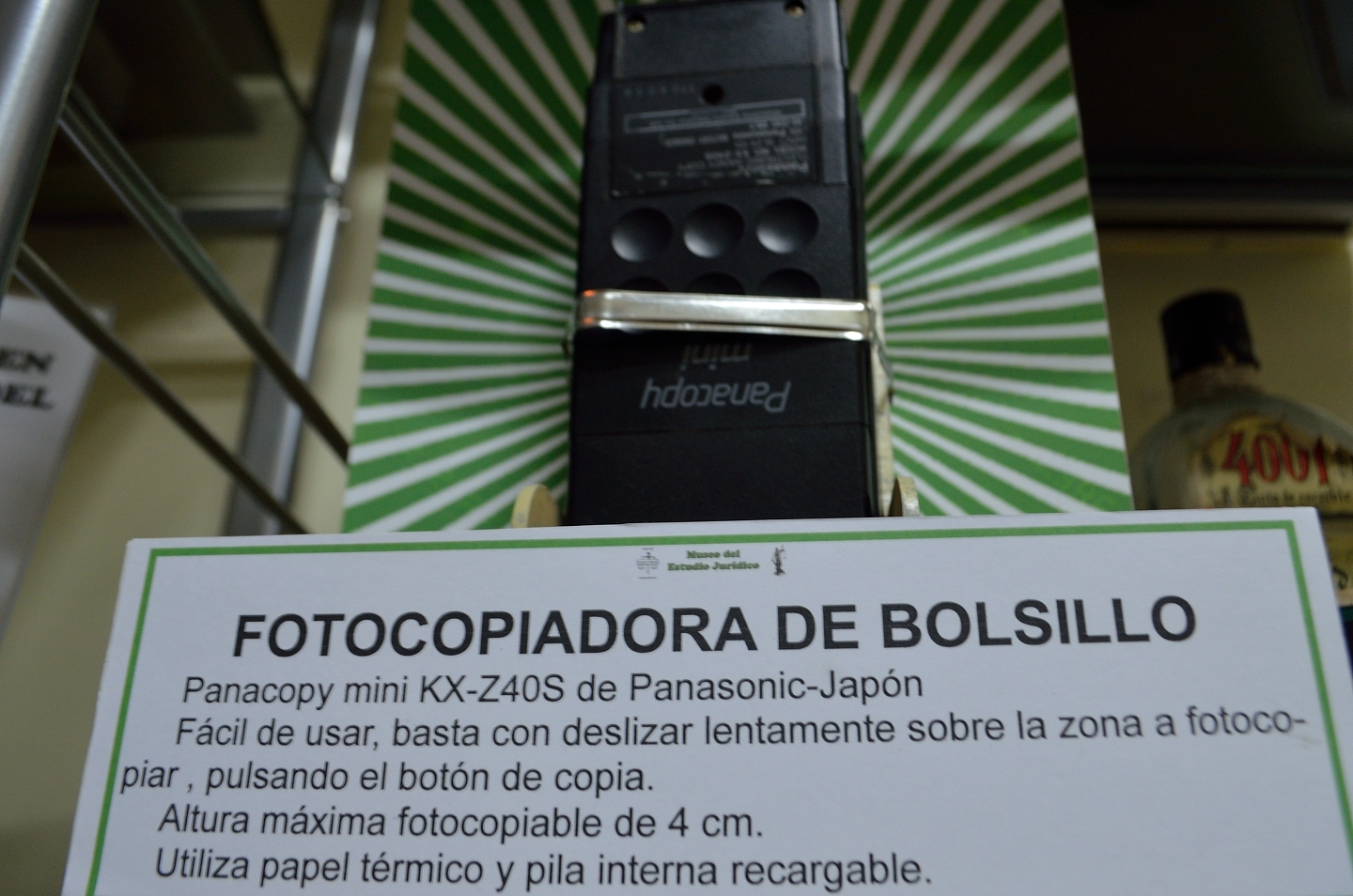
FOTOCOPIADORA DE BOLSILLO

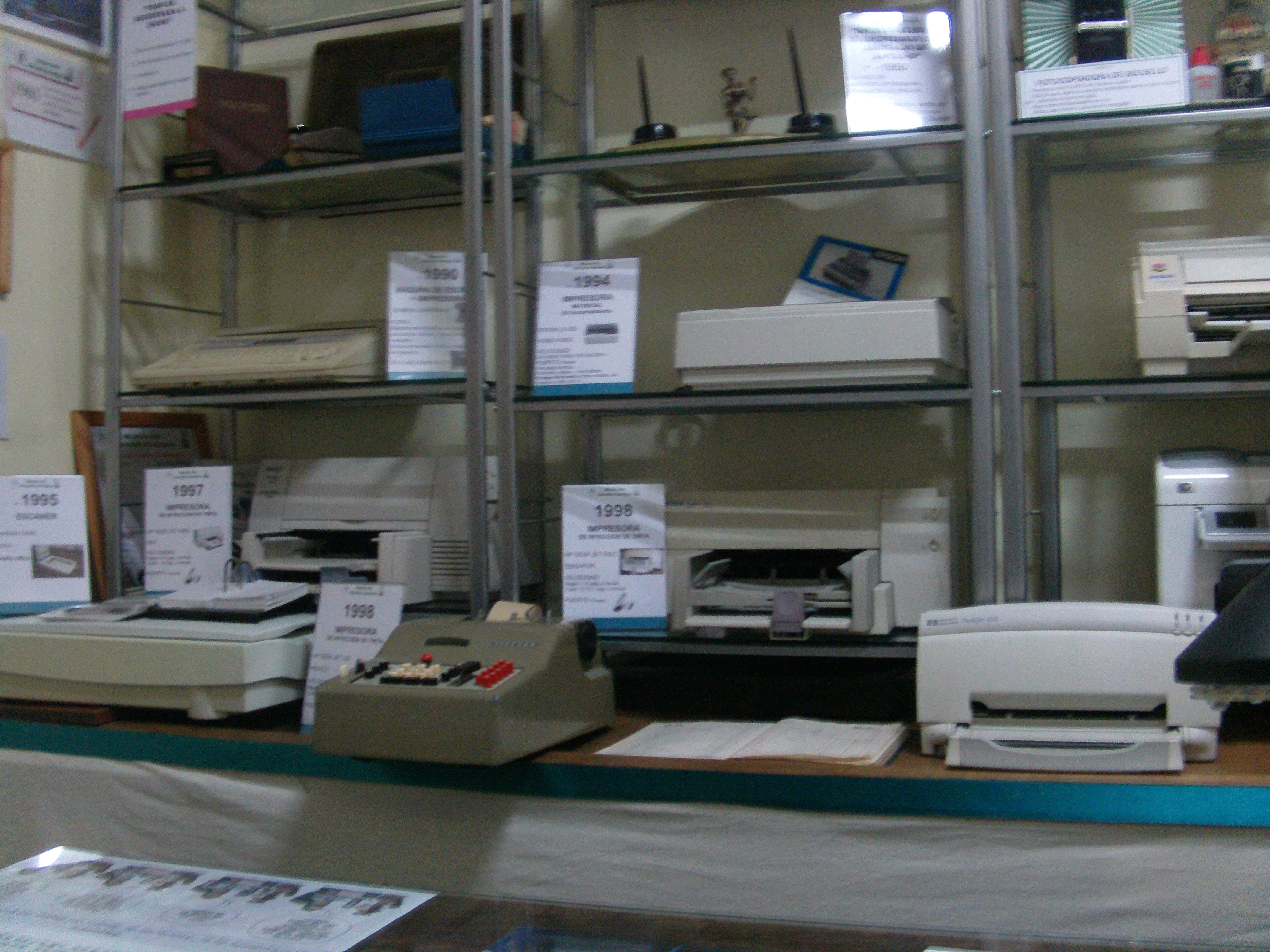
MAQUINAS DE OFICINA

La Sala de Arte incluye obras de artistas locales como Raúl Pérez Alonso, las ilustraciones publicadas por la revista "Jurisprudencia Argentina" en 1973 del gran dibujante argentino Oscar Conti "Oski" sobre el "Fuero Juzgo". Se incluyen reproducciones de los dibujos de Honoré Daumier, dedicados al mundo de la justicia, que él conocía debido a que en su juventud fue ujier en un tribunal.
Se exhiben también las tres obras premiadas en el "Primer Concurso Internacional de Arte Referente a la Abogacía" organizado por el Museo y declarado de Interés Cultural por el Municipio de San Isidro, llevado a cabo en 2017.
El Museo del Estudio Jurídico es una entidad sin fines de lucro. Actualmente recibe visitas los días martes y sábados de 10 a 18. Cierra durante enero.

## El juicio a Friné
En la sala de arte se expone una reproducción del " Juicio a Friné" o "Friné ante el Areópago (espacio donde se celebraban los juicios) del pintor y escultor francés academicista Jean-Léon Gérôme.
Friné, célebre por su belleza, fue una hetaira (cortesana) griega, modelo favorita del escultor Praxíteles, quien se inspiró en ella para la creación de varias de sus esculturas de Afrodita.
Friné fue acusada del delito de impiedad (delito que consistía en no respetar los ritos que se debían realizar por los dioses) por compararse con Afrodita, siendo defendida por el gran orador Hipérides.
Ante la dificultad de probar su inocencia, el artista, el orador o ella misma (hay diferentes versiones) recurrieron a la táctica de despojarla de su túnica, según algunos o solo dejándole el pecho desnudo, argumentando que no se podía privar al mundo de semejante belleza...y fue absuelta.
Este es el momento que reproduce la obra de Gérôme